# 泉州港古建筑
泉州港古建筑位于中国福建省泉州市、石狮市。泉州港是中国古代海上丝绸之路的重要港口，现仍存有大量遗迹，其中真武庙、万寿塔、六胜塔、江口码头（包括文兴码头和美山码头）、石湖码头于2006年共同被列为第六批全国重点文物保护单位。
真武庙位于泉州市丰泽区东海街道法石社区，始建于宋，现存建筑为清道光二十二年（1842年）重建，占地面积780平方米。主体建筑真武殿面阔进深各五间，穿斗式木构架，单檐歇山顶。
万寿塔俗称姑嫂塔，又称关锁塔，位于石狮市永宁镇塔石村，建于南宋绍兴年间，为八角五级仿木楼阁式空心石塔，高22.86米。
六胜塔俗称日湖塔、石湖塔，位于石狮市蚶江镇石湖村，始建于北宋，重建于元至元二十二年（1285年），为八角五级仿木楼阁式石塔，高36.06米。

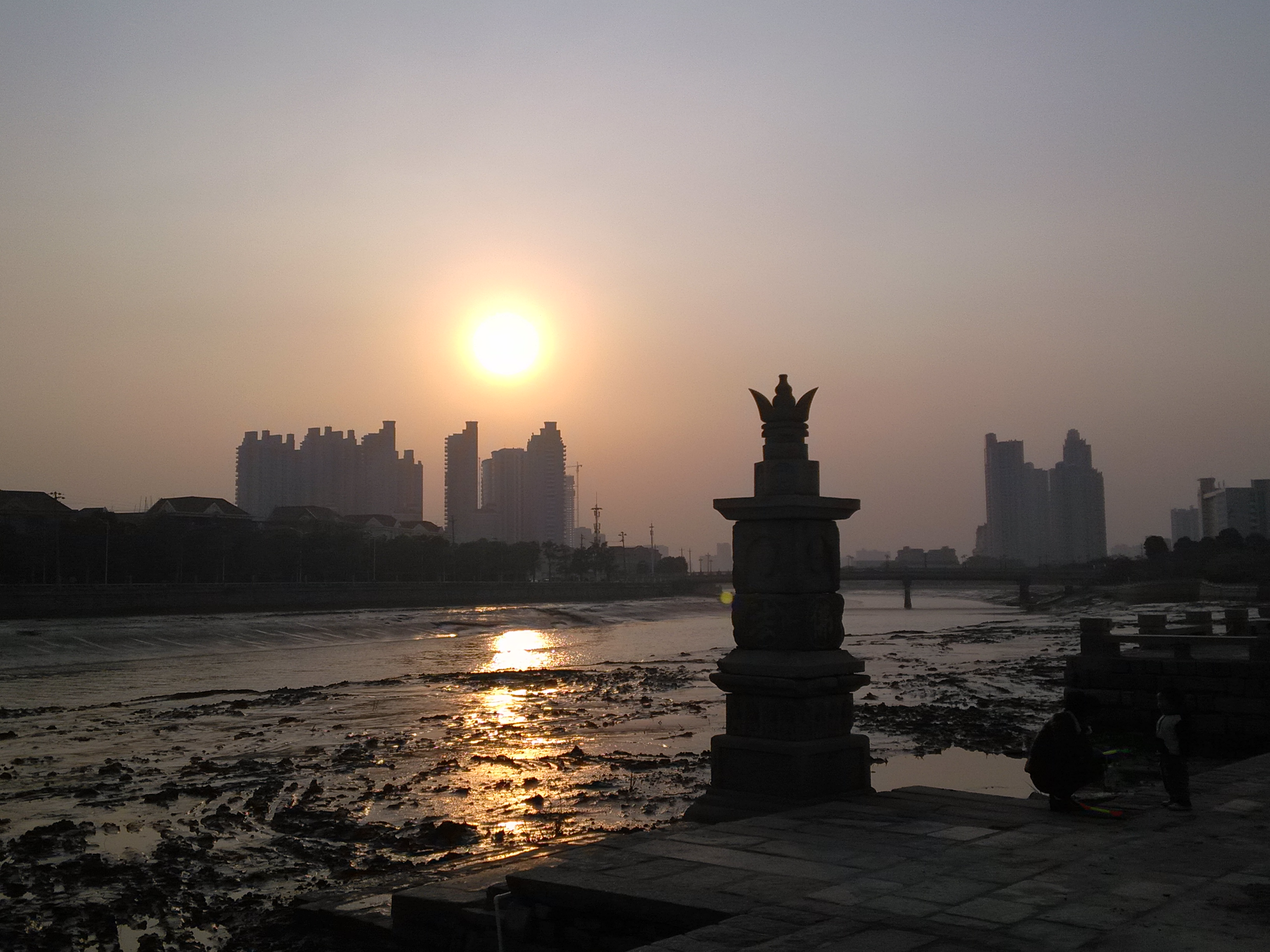
文兴码头

江口码头包括文兴码头和美山码头，位于泉州市丰泽区东海街道法石社区，始建于南宋，直至清代一直是泉州港的重要码头。
石湖码头又称林銮渡，位于石狮市蚶江镇石渔村，始建于唐，由航海家林銮开创，也是泉州港的重要码头。

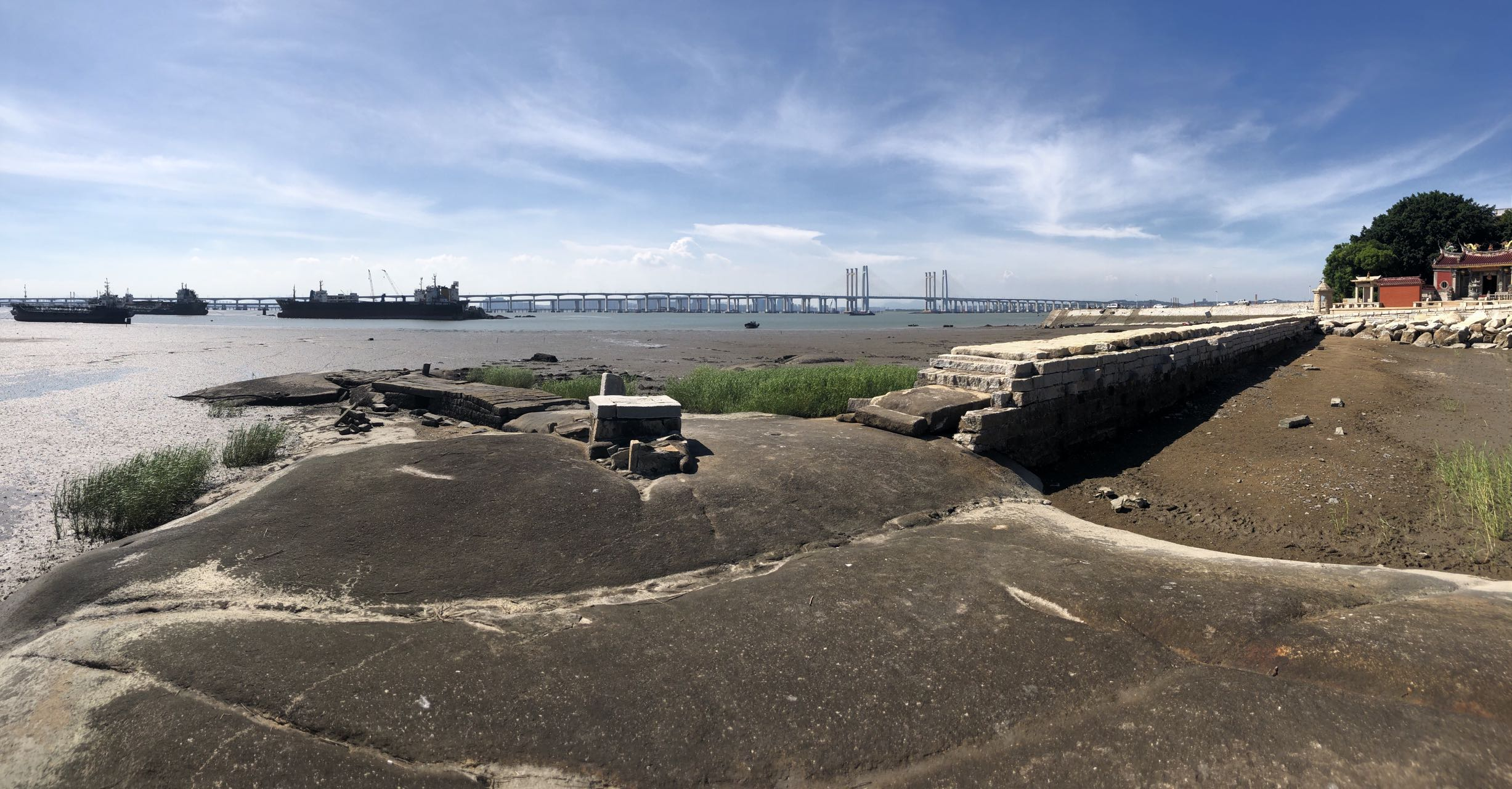
石湖码头